# Розьер (Тарн)
Розье́р (фр. Rosières, окс. Rosièiras) — коммуна во Франции, находится в регионе Юг — Пиренеи. Департамент — Тарн. Входит в состав кантона Кармо-1 Ле-Сегала. Округ коммуны — Альби.
Код INSEE коммуны — 81230.

## География
Коммуна расположена приблизительно в 540 км к югу от Парижа, в 80 км северо-восточнее Тулузы, в 14 км к северу от Альби.
По территории коммуны протекает река Серу.

## Климат
Климат умеренно-океанический. Зима мягкая и дождливая, лето жаркое с частыми грозами. Ветры довольно редки.

## Население
Население коммуны на 2010 год составляло 764 человека.
| 1962 | 1968 | 1975 | 1982 | 1990 | 1999 | 2010 |
| ---- | ---- | ---- | ---- | ---- | ---- | ---- |
| 605  | 599  | 601  | 645  | 692  | 635  | 764  |

## Экономика
В 2007 году среди 436 человек в трудоспособном возрасте (15—64 лет) 299 были экономически активными, 137 — неактивными (показатель активности — 68,6 %, в 1999 году было 61,0 %). Из 299 активных работали 279 человек (149 мужчин и 130 женщин), безработных было 20 (6 мужчин и 14 женщин). Среди 137 неактивных 35 человек были учениками или студентами, 57 — пенсионерами, 45 были неактивными по другим причинам.